# Краматорская ТЭЦ
Краматорская ТЭЦ расположена в Краматорске Донецкой области.

## История
Предприятие было изначально основано как теплоэлектроцентраль Новокраматорского машиностроительного завода в 1937 году. Установленная мощность первой очереди ТЭЦ в то время была 25 МВт.
После начала Великой Отечественной войны в связи с приближением к городу линии фронта была проведена эвакуация части оборудования, в дальнейшем в ходе боевых действий и немецкой оккупации основные здания и сооружения были разрушены.
После войны ТЭЦ была восстановлена и возобновила свою работу.
В 1954—1957 гг. была построена вторая очередь ТЭЦ с повышением установленной мощности до 50 МВт.
В 1972—1978 гг. — строительство III очереди Краматорской ТЭЦ с увеличением установленной мощности до 150 МВт.
28 июля 2003 года Краматорская ТЭЦ была внесена в перечень особо важных объектов электроэнергетики Украины, обеспечение охраны которых было возложено на ведомственную военизированную охрану во взаимодействии со специализированными подразделениями МВД Украины и иных центральных органов исполнительной власти.
В 2006 году на базе ТЭЦ было создано ОАО Краматорсктеплоэнерго, учредителями которого являлись Краматорский городской совет и американская ContourGlobal. Фактическая мощность ТЭЦ в то время составляла 120 МВт.
В течение 2007—2009 гг. была проведена полномасштабная реконструкция и модернизация основного и вспомогательного оборудования Краматорской ТЭЦ. Инвестиции в этот период составили 20 млн долл. Старые паровые котлы советского периода были заменены новыми высокопроизводительными газоплотными топками, что дало возможность вместо импортного природного газа перейти на использование другого проектного энергоносителя — украинского угля. Реконструкция котлов и другие улучшения способствовали тому, что КПД котлов при работе на твердом топливе увеличилось от 10 % до 86 %, а мощность ТЭЦ выросла на 60 %.
На протяжении отопительного сезона 2017—2018 годов группа E.CONNECT осуществляла поставки угля-антрацита для Краматорской ТЭЦ, которая с марта 2017 г. испытывала дефицит топлива вследствие прекращения поставок из временно оккупированных территорий Донецкой и Луганской областей.
В марте 2018 года группа E.CONNECT финализировала приобретение 60 % доли в ООО «Краматорсктеплоэнерго» (г. Краматорск, Украина), которая ранее принадлежала международному энергетическому холдингу ContourGlobal. Партнером E.CONNECT в этом проекте является муниципалитет города Краматорск, которому через Коммунальное предприятие «Мост» принадлежат другие 40 % в компании. Сделка была совершена в соответствии с Решением Антимонопольного комитета Украины № 23-р от 25 января 2018 года на взаимовыгодных для сторон условиях путем приобретения E.CONNECT 100 % акций компании Hamachi Limited (Кипр), которой на Украине кроме ООО «Краматорсктеплоэнерго» также принадлежат доли в ЧАО «Мега-ресурс» и ООО «Хамачи Украина». Приобретение ООО «Краматорсктеплоэнерго» является частью стратегии группы E.CONNECT по увеличению присутствия на украинском энергетическом рынке. Группа намерена продолжать инвестирование предприятия, вкладывать средства и прилагать усилия для его дальнейшей модернизации, улучшения производственных и экологических показателей работы станции, для повышения уровня заработной платы сотрудников.
ООО «Краматорсктеплоэнерго» является оператором Краматорской ТЭЦ. Краматорская ТЭЦ — основной источник теплоснабжения города Краматорска, обеспечивает тепловой энергией потребителей различных категорий: более 30 тыс. домашних хозяйств и 7 тыс. предприятий, среди которых — ЧАО «Новокраматорский Машиностроительный Завод», а также поставляет электроэнергию на оптовый рынок электроэнергии.